# Llista dels àlbums més venuts
Aquesta és una llista dels àlbums musicals més venuts del món en suport físic, tals com ara vinils, cassets d'àudio o discs compactes. Per aparèixer a la llista, la xifra ha d'haver estat publicada per una font fiable i l' àlbum ha d'haver venut almenys 20 milions de còpies i certificat almenys 10 milions d'unitats (l'equivalent a una certificació de diamant per la RIAA). Aquesta llista pot contenir qualsevol tipus d'àlbum, inclosos àlbums d'estudi, obres de teatre ampliades, grans èxits, recopilacions, diversos artistes, bandes sonores i remixes. Les xifres indicades no tenen en compte la revenda d'àlbums usats. Les còpies certificades provenen de bases de dades en línia disponibles d'associacions locals de la indústria musical o d'un país amb una autoritat de certificació establerta (vegeu Llista de certificacions d'enregistrament musical).
Com a resultat de la metodologia que utilitzen els organismes de certificació nord-americans i canadencs (la RIAA i Music Canada, respectivament), cada disc d'un conjunt multidisc es compta com una unitat per a la certificació, donant lloc a molts àlbums dobles a la llista: com ara The Wall de Pink Floyd i The Beatles (àlbum blanc) dels Beatles, amb certificació amb un nombre doble del nombre de còpies venudes allà. Aquests àlbums tenen les certificacions del nombre de còpies (no de discs). Per contra, el nivell de certificació nord-americà dels àlbums dobles que encaixen en un disc compacte, com ara la banda sonora de Saturday Night Fever, reflecteix el nombre real de còpies venudes. L'any 2016, la RIAA va incloure la transmissió a més de les vendes de pistes i les vendes d'àlbums basades en el concepte d'unitat equivalent a àlbum amb finalitats de certificació i, per tant, la certificació ja no reflecteix només l'enviament. Per exemple, en l'actualització de la certificació de Their Greatest Hits (1971–1975) per part dels Eagles l'agost de 2018, l'àlbum va ser certificat 38 × platí (augment de la certificació anterior de 29 × platí el 2006) segons els nous criteris, convertint-lo llavors en l'àlbum amb la certificació més alta dels Estats Units.
Thriller de Michael Jackson, que es calcula que ha venut més de 70 milions de còpies a tot el món, és l'àlbum més venut de la història. Jackson també té actualment el nombre més alt d'àlbums de la llista amb cinc, Celine Dion en té quatre, mentre que The Beatles, Pink Floyd, Madonna i Whitney Houston en tenen tres cadascun.
Les agrupacions es basen en diferents punts de referència de vendes, la més alta és per a reclamacions d'almenys 40 milions de còpies i la més baixa per a reclamacions de 20 a 29 milions de còpies. Els àlbums s'enumeren per ordre del nombre de còpies venudes. Si dos o més artistes tenen les mateixes vendes reclamades, es classifiquen per unitats certificades i després pel cognom de l'artista. L'ordre dels mercats dins de la taula es basa en el nombre de discs compactes venuts a cada mercat, el mercat més gran a la part superior i el més petit a la part inferior.

## Llegenda
| Colors                      |
| --------------------------- |
| Àlbums d'estudi             |
| Grans èxits i recopilacions |
| Bandes sonores              |
| Àlbums en directe           |

## 40 milions de còpies o més
*Totes les xifres de vendes es mostren en milions
| Artista                             | Àlbum                           | Publicat | Gènere                               | Nombre total de còpies certificades (dels mercats disponibles)* | Vendes informades* | Ref(s)                      |
| ----------------------------------- | ------------------------------- | -------- | ------------------------------------ | --- | ------------------ | --------------------------- |
| Michael Jackson                     | Thriller                        | 1982     | Pop, post-disco, funk, rock          | Llista51.2 * US: 34 milions - JPN: 100,000 - UK: 4.5 milions - GER: 1.5 milions - FRA: 1 milions - CAN: 3 milions - AUS: 1.19 milions - MEX: 2.6 milions - NLD: 800,000 - ITA: 50,000 - SWE: 400,000 - ARG: 500,000 - SWI: 300,000 - AUT: 400,000 - FIN: 119,061 - NZ: 180,000 - HKG: 15,000 - DEN: 480,000 - DEN: 60,000 - HUN: 6,000 - POR: 40,000 | 70-100             | [ 32 ] [ 33 ] [ 54 ] [ 55 ] |
| AC/DC                               | Back in Black                   | 1980     | Rock dur                             | Llista30.1 * US: 25 milions - UK: 1 milions - GER: 1 milions - FRA: 600,000 - CAN: 1 milions - AUS: 840,000 - ITA: 150,000 - SPA: 150,000 - DEN: 40,000 - ARG: 160,000 - SWI: 100,000 - AUT: 50,000 - POL: 10,000 - NZ: 15,000 | 50                 | [ 60 ]                      |
| Whitney Houston / Diversos artistes | The Bodyguard                   | 1992     | R&B, soul, Pop, soundtrack           | Llista28.7 * US: 18 milions - JPN: 2 milions - UK: 2.1 milions - GER: 1.5 milions - FRA: 1 milions - CAN: 1 milions - AUS: 350,000 - BRA: 750,000 - NLD: 100,000 - ITA: 25,000 - SWE: 100,000 - SPA: 600,000 - ARG: 240,000 - BEL: 200,000 - POL: 50,000 - SWI: 250,000 - AUT: 200,000 - NOR: 200,000 - FIN: 56,486 - NZ: 15,000                     | 50                 | [ 65 ] [ 66 ]               |
| Pink Floyd                          | The Dark Side of the Moon       | 1973     | Rock progressiu                      | Llista24.8 * US: 15 milions - UK: 4.5 milions - GER: 1 milions - FRA: 400,000 - CAN: 2 milions - AUS: 980,000 - ITA: 300,000 - ARG: 240,000 - BEL: 25,000 - POL: 100,000 - AUT: 100,000 - NZ: 240,000 | 45                 | [ 68 ]                      |
| Michael Jackson                     | Bad                             | 1987     | Pop, R&B, funk, rock                 | Llista21.2 * US: 11 milions - JPN: 100,000 - UK: 4.2 milions - GER: 2 milions - FRA: 1 milions - CAN: 700,000 - AUS: 420,000 - NLD: 100,000 - SPA: 300,000 - SWE: 200,000 - DEN: 80,000 - NOR: 100,000 - MEX: 350,000 - SWI: 100,000 - AUT: 200,000 - FIN: 51,287 - NZ: 135,000 - HKG: 15,000 - POR: 40,000 - ITA: 100,000                           | 45                 | [ 73 ] [ 74 ] [ 75 ]        |
| Eagles                              | Their Greatest Hits (1971–1975) | 1976     | Country rock, soft rock, Folk-rock   | Llista41.2 * US: 38 milions - UK: 600,000 - CAN: 2 milions - AUS: 560,000 - HKG: 15,000 | 44                 | [ 76 ]                      |
| Meat Loaf                           | Bat Out of Hell                 | 1977     | Rock dur, glam rock, Rock progressiu | Llista22 * US: 14 milions - UK: 3.3 milions - GER: 500,000 - CAN: 2 milions - AUS: 1.820 milions - NLD: 100,000 - DEN: 40,000 - SWI: 25,000 - NOR: 25,000 - NZ: 255,000 | 43                 | [ 78 ]                      |
| Eagles                              | Hotel California                | 1976     | Soft rock                            | Llista31.8 * US: 26 milions - UK: 1.8 milions - GER: 500,000 - FRA: 1 milions - CAN: 1 milions - AUS: 630,000 - NLD: 100,000 - ITA: 25,000 - SPA: 400,000 - DEN: 10,000 - SWI: 200,000 - AUT: 25,000 - FIN: 30,933 - NZ: 135,000 - HKG: 15,000 | 42                 | [ 80 ]                      |
| Shania Twain                        | Come On Over                    | 1997     | Country, Pop                         | Llista30.4 * US: 20 milions - JPN: 100,000 - UK: 3.3 milions - GER: 750,000 - FRA: 300,000 - CAN: 2 milions - AUS: 1.750 milions - BRA: 100,000 - MEX: 100,000 - NLD: 500,000 - SWE: 240,000 - SPA: 100,000 - DEN: 140,000 - ARG: 120,000 - BEL: 150,000 - SWI: 150,000 - AUT: 25,000 - NOR: 300,000 - FIN: 38,958 - NZ: 315,000                     | 40                 | [ 83 ] [ 84 ]               |
| Fleetwood Mac                       | Rumours                         | 1977     | Soft rock                            | Llista30.3 * US: 21 milions - UK: 4.5 milions - GER: 1.25 milions - FRA: 300,000 - CAN: 2 milions - AUS: 910,000 - NLD: 100,000 - ITA: 25,000 - SPA: 50,000 - DEN: 40,000 - NZ: 195,000 - HKG: 15,000 | 40                 | [ 88 ] [ 89 ]               |
| Bee Gees / Diversos artistes        | Saturday Night Fever            | 1977     | Disco                                | Llista22.1 * US: 16 milions - UK: 2.1 milions - GER: 1.5 milions - FRA: 200,000 - CAN: 1.4 milions - AUS: 770,000 - NLD: 100,000 - ITA: 25,000 - HKG: 15,000 | 40                 | [ 91 ] [ 92 ]               |

## 30-39 milions de còpies
*Totes les xifres de vendes es mostren en milions
| Artista                    | Àlbum                                        | Publicat | Gènere                            | Nombre total de còpies certificades (dels mercats disponibles)* | Vendes reclamades* | Ref(s)          |
| -------------------------- | -------------------------------------------- | -------- | --------------------------------- | --- | ------------------ | --------------- |
| Led Zeppelin               | Led Zeppelin IV                              | 1971     | Rock dur, heavy metal, Folk-rock  | Llista30.4 * US: 24 milions - UK: 1.8 milions - GER: 750,000 - FRA: 600,000 - CAN: 2 milions - AUS: 630,000 - BRA: 250,000 - NLD: 100,000 - ITA: 50,000 - SPA: 100,000 - NOR: 40,000 - ARG: 60,000 - SWI: 50,000 | 37                 | [ 94 ]          |
| Alanis Morissette          | Jagged Little Pill                           | 1995     | Alternative rock                  | Llista26.4 * US: 17 milions - UK: 3 milions - GER: 1 milions - FRA: 300,000 - CAN: 2 milions - AUS: 980,000 - BRA: 500,000 - NLD: 400,000 - SPA: 300,000 - SWE: 200,000 - DEN: 180,000 - ARG: 60,000 - BEL: 100,000 - POL: 50,000 - SWI: 50,000 - NOR: 50,000 - AUT: 100,000 - FIN: 65,860 - NZ: 15,000 - POR: 80,000                                                                                                   | 33                 | [ 98 ] [ 99 ]   |
| Michael Jackson            | Dangerous                                    | 1991     | New jack swing, R&B, Pop          | Llista17.0 * US: 8 milions - JPN: 400,000 - UK: 1.8 milions - GER: 2 milions - FRA: 1 milions - CAN: 600,000 - AUS: 700,000 - BRA: 100,000 - MEX: 600,000 - NLD: 300,000 - SWE: 300,000 - SPA: 600,000 - SWI: 250,000 - AUT: 200,000 - DEN: 60,000 - FIN: 61,896 - NZ: 90,000 - ITA: 60,000 | 32                 | [ 101 ] [ 102 ] |
| Diversos artistes          | Dirty Dancing                                | 1987     | Pop, rock, R&B                    | Llista24.1 * US: 14 milions - UK: 3 milions - GER: 3.250 milions - FRA: 1 milions - CAN: 1 milions - AUS: 770,000 - BRA: 100,000 - NLD: 100,000 - ITA: 25,000 - SPA: 400,000 - SWE: 100,000 - DEN: 60,000 - POL: 50,000 - SWI: 250,000 - NZ: 15,000 - HKG: 7,500 | 32                 | [ 104 ]         |
| Celine Dion                | Falling into You                             | 1996     | Pop, soft rock                    | Llista21.1 * US: 12 milions - JPN: 800,000 - UK: 2.1 milions - GER: 1.25 milions - FRA: 1 milions - CAN: 1 milions - AUS: 910,000 - BRA: 100,000 - NLD: 600,000 - SPA: 200,000 - SWE: 200,000 - DEN: 160,000 - ARG: 60,000 - BEL: 200,000 - POL: 100,000 - SWI: 150,000 - NOR: 150,000 - AUT: 100,000 - FIN: 51,952 - NZ: 15,000                                                                                        | 32                 | [ 106 ]         |
| Adele                      | 21                                           | 2011     | Pop, soul                         | Llista27.4 * US: 14 milions - JPN: 100,000 - UK: 5.4 milions - GER: 1.6 milions - CAN: 1.6 milions - AUS: 1.19 milions - BRA: 480,000 - NLD: 200,000 - ITA: 480,000 - SWE: 120,000 - SPA: 300,000 - ARG: 80,000 - DEN: 180,000 - BEL: 180,000 - POL: 200,000 - SWI: 210,000 - MEX: 480,000 - NOR: 30,000 - AUT: 20,000 - RUS: 10,000 - FIN: 83,234 - HUN: 6,000 - IRE: 270,000 - NZ: 195,000 - POR: 30,000 - GRE: 3,000 | 31                 | [ 117 ]         |
| The Beatles                | 1                                            | 2000     | rock                              | Llista23.2 * US: 11 milions - JPN: 2 milions - UK: 3.6 milions - GER: 1.65 milions - FRA: 600,000 - CAN: 1 milions - AUS: 700,000 - BRA: 250,000 - NLD: 160,000 - ITA: 100,000 - SWE: 160,000 - SPA: 500,000 - ARG: 120,000 - BEL: 250,000 - SWI: 150,000 - NOR: 150,000 - AUT: 150,000 - DEN: 200,000 - POL: 100,000 - FIN: 77,466 - NZ: 225,000 - POR: 120,000                                                        | 31                 | [ 119 ]         |
| Metallica                  | Metallica                                    | 1991     | Heavy metal                       | Llista22.7 * US: 16 milions - JPN: 200,000 - UK: 600,000 - GER: 2 milions - FRA: 300,000 - CAN: 1 milions - AUS: 910,000 - NLD: 200,000 - ITA: 50,000 - SWE: 100,000 - MEX: 75,000 - ARG: 300,000 - BEL: 100,000 - POL: 70,000 - NOR: 150,000 - DEN: 140,000 - SWI: 200,000 - AUT: 100,000 - FIN: 112,856 - NZ: 150,000                                                                                                 | 31                 | [ 121 ]         |
| Celine Dion                | Let's Talk About Love                        | 1997     | Pop, soft rock                    | Llista20.5 * US: 11 milions - JPN: 1 milions - UK: 1.8 milions - GER: 1.5 milions - FRA: 1 milions - CAN: 1 milions - AUS: 490,000 - NLD: 500,000 - SWE: 240,000 - SPA: 400,000 - DEN: 220,000 - ARG: 120,000 - BEL: 200,000 - POL: 200,000 - SWI 300,000 - NOR: 200,000 - AUT: 100,000 - FIN: 97,744 - NZ: 135,000 - HKG: 40,000 - URY: 3,000                                                                          | 31                 | [ 124 ]         |
| Bob Marley and the Wailers | Legend: The Best of Bob Marley & The Wailers | 1984     | Reggae                            | Llista22.9 * US: 15 milions - UK: 4.260 milions - GER: 500,000 - FRA: 1 milions - CAN: 200,000 - AUS: 420,000 - NLD: 100,000 - ITA: 100,000 - SWE: 50,000 - SPA: 100,000 - ARG: 240,000 - BEL: 200,000 - NOR: 25,000 - SWI: 300,000 - AUT: 100,000 - FIN: 36,703 - NZ: 300,000 | 30                 | [ 125 ]         |
| Guns N' Roses              | Appetite for Destruction                     | 1987     | Rock dur                          | Llista22.8 * US: 18 milions - JPN: 200,000 - UK: 1,200,000 - GER: 500,000 - FRA: 200,000 - CAN: 1 milions - AUS: 490,000 - BRA: 350,000 - NLD: 100,000 - ITA: 100,000 - SPA: 50,000 - SWE: 80,000 - DEN: 80,000 - MEX: 100,000 - ARG: 180,000 - SWI: 50,000 - AUT: 100,000 - FIN: 25,000 - NZ: 75,000 | 30                 | [ 127 ] [ 128 ] |
| Bruce Springsteen          | Born in the U.S.A.                           | 1984     | Heartland rock                    | Llista22 * US: 17 milions - UK: 900,000 - GER]: 1 milions - FRA: 300,000 - CAN: 1 milions - AUS: 910,000 - ITA: 50,000 - SPA: 50,000 - DEN: 60,000 - MEX: 250,000 - BEL: 75,000 - SWI: 100,000 - FIN: 108,913 - NZ: 255,000 | 30                 | [ 131 ]         |
| ABBA                       | Gold: Greatest Hits                          | 1992     | Pop, Disco                        | Llista21.6 * US: 6 milions - JPN: 600,000 - UK: 6.0 milions - GER: 2.5 milions - FRA: 1 milions - CAN: 1 milions - AUS: 1.19 milions - BRA: 100,000 - NLD: 100,000 - ITA: 100,000 - SPA: 500,000 - SWE: 500,000 - SWI: 500,000 - MEX: 250,000 - ARG: 240,000 - BEL: 350,000 - AUT: 150,000 - DEN: 570,000 - POL: 100,000 - FIN: 145,962 - NZ: 240,000 - POR: 20,000 - RUS: 10,000                                       | 30                 | [ 136 ]         |
| Dire Straits               | Brothers in Arms                             | 1985     | Roots rock, blues rock, soft rock | Llista21.1 * US: 9 milions - UK: 4.2 milions - GER: 500,000 - FRA: 3 milions - CAN: 1 milions - AUS: 1.19 milions - ITA: 550,000 - SPA: 300,000 - SWE: 50,000 - ARG: 30,000 - BEL: 200,000 - DEN: 120,000 - SWI: 300,000 - AUT: 200,000 - POL: 50,000 - FIN: 116,784 - NZ: 360,000 - HKG: 15,000 | 30                 | [ 138 ] [ 139 ] |
| Madonna                    | The Immaculate Collection                    | 1990     | Pop, dance                        | Llista20.8 * US: 11 milions - JPN: 800,000 - UK: 3.9 milions - GER: 750,000 - FRA: 1 milions - CAN: 700,000 - AUS: 840,000 - BRA: 500,000 - NLD: 300,000 - SWE: 50,000 - SPA: 300,000 - ARG: 360,000 - SWI: 50,000 - AUT: 50,000 - DEN: 80,000 - FIN: 92,500 - NZ: 105,000 | 30                 | [ 142 ]         |
| Santana                    | Supernatural                                 | 1999     | Latin rock                        | Llista20.8 * US: 15 milions - JPN: 200,000 - UK: 900,000 - GER: 1 milions - FRA: 600,000 - CAN: 1 milions - AUS: 280,000 - BRA: 250,000 - NLD: 200,000 - ITA: 25,000 - SWE: 80,000 - SPA: 300,000 - MEX: 300,000 - ARG: 120,000 - BEL: 100,000 - POL: 100,000 - SWI: 200,000 - AUT: 100,000 - FIN: 50,291 - NZ: 60,000                                                                                                  | 30                 | [ 143 ]         |
| Pink Floyd                 | The Wall                                     | 1979     | Rock progressiu                   | Llista18.9 * US: 11.5 milions - UK: 600,000 - GER: 2 milions - FRA: 1 milions - CAN: 2 milions - AUS: 770,000 - NLD: 135,000 - ITA: 25,000 - SPA: 100,000 - DEN: 120,000 - ARG: 60,000 - POL: 120,000 - SWI: 100,000 - NZ: 210,000 - HKG: 15,000 | 30                 | [ 145 ]         |
| The Beatles                | Sgt. Pepper's Lonely Hearts Club Band        | 1967     | rock                              | Llista18.3 * US: 11 milions - UK: 5.1 milions - GER: 500,000 - FRA: 100,000 - CAN: 800,000 - AUS: 280,000 - BRA: 100,000 - ITA: 50,000 - ARG: 300,000 - NZ: 90,000 | 30                 | [ 146 ]         |
| The Beatles                | Abbey Road                                   | 1969     | rock                              | Llista16.9 * US: 12 milions - UK: 2.4 milions - GER: 500,000 - FRA: 100,000 - CAN: 1 milions - AUS: 210,000 - ITA: 50,000 - DEN: 60,000 - ARG: 500,000 - BEL: 50,000 - NZ: 75,000 | 30                 | [ 148 ]         |

## 20-29 milions de còpies
*Totes les xifres de vendes es mostren en milions
| Artista                   | Àlbum                                                   | Publicat | Gènere                                 | Nombre total de còpies certificades (dels mercats disponibles)* | Vendes reclamades*          | Ref(s)                  |
| ------------------------- | ------------------------------------------------------- | -------- | -------------------------------------- | --- | --------------------------- | ----------------------- |
| Norah Jones               | Come Away with Me                                       | 2002     | Jazz                                   | Llista19.9 * US: 12 milions - JPN: 500,000 - UK: 2.4 milions - GER: 750,000 - FRA: 1 milions - CAN: 1 milions - AUS: 770,000 - BRA: 125,000 - NLD: 160,000 - ITA: 25,000 - SWE: 60,000 - SPA: 100,000 - DEN: 220,000 - ARG: 80,000 - BEL: 100,000 - SWI: 120,000 - AUT: 80,000 - POL: 200,000 - NZ: 165,000 - POR: 80,000                                           | 28                          | [ 150 ]                 |
| Mariah Carey              | Music Box                                               | 1993     | Pop, R&B                               | Llista17.8 * US: 10 milions - JPN: 1 milions - UK: 1.5 milions - GER: 1 milions - FRA: 1 milions - CAN: 700,000 - AUS: 840,000 - BRA: 100,000 - NLD: 600,000 - SWE: 100,000 - SPA: 400,000 - BEL: 100,000 - NOR: 160,000 - SWI: 200,000 - AUT: 100,000 - FIN: 47,382 - NZ: 15,000                                                                                   | 28                          | [ 151 ]                 |
| Diversos artistes         | Grease: The Original Soundtrack from the Motion Picture | 1978     | Rock and roll                          | Llista15 *US: 8 milions - UK: 2.7 milions - GER: 1.25 milions - FRA: 400,000 - CAN: 1 milions - AUS: 980,000 - ITA: 50,000 - SPA: 300,000 - DEN: 140,000 - BEL: 25,000 - NOR: 50,000 - SWI: 25,000 - NZ: 90,000 - HKG: 20,000 | 28                          | [ 153 ]                 |
| Eminem                    | The Eminem Show                                         | 2002     | Hip hop                                | Llista19.1 * US: 12 milions - JPN: 600,000 - UK: 1.8 milions - GER: 900,000 - FRA: 600,000 - CAN: 1 milions - AUS: 1.07 milions - BRA: 50,000 - NLD: 80,000 - ITA: 50,000 - SWE: 120,000 - SPA: 100,000 - DEN: 140,000 - MEX: 75,000 - ARG: 40,000 - BEL: 50,000 - NOR: 50,000 - SWI: 120,000 - AUT: 60,000 - POL: 50,000 - FIN: 62,212 - NZ: 135,000 - POR: 40,000 | 27                          | [ 155 ] [ 156 ]         |
| James Horner              | Titanic: Music from the Motion Picture                  | 1997     | Film score                             | Llista18.1 * US: 11 milions - JPN: 1 milions - UK: 900,000 - GER: 1.25 milions - FRA: 1 milions - CAN: 1 milions - AUS: 350,000 - NLD: 175,000 - SWE: 160,000 - SPA: 400,000 - ARG: 60,000 - BEL: 150,000 - POL: 140,000 - SWI: 200,000 - AUT: 100,000 - NOR: 100,000 - FIN: 73,509 - NZ: 60,000 - HKG: 20,000                                                      | 27                          | [ 159 ]                 |
| Nirvana                   | Nevermind                                               | 1991     | Grunge, alternative rock               | Llista17.8 * US: 10 milions - JPN: 600,000 - UK: 1.8 milions - GER: 1 milions - FRA: 1 milions - CAN: 1 milions - AUS: 350,000 - BRA: 250,000 - NLD: 100,000 - ITA: 150,000 - SPA: 100,000 - SWE: 200,000 - DEN: 120,000 - MEX: 200,000 - ARG: 180,000 - BEL: 400,000 - POL: 120,000 - SWI: 50,000 - AUT: 50,000 - FIN: 46,830 - NZ: 105,000                        | 26                          | [ 161 ]                 |
| Eric Clapton              | Unplugged                                               | 1992     | Acoustic rock, acoustic blues          | Llista17 * US: 10 milions - JPN: 800,000 - UK: 1.2 milions - GER: 1.250 milions - FRA: 600,000 - CAN: 1 milions - AUS: 560,000 - BRA: 250,000 - NLD: 400,000 - ITA: 25,000 - SWE: 100,000 - SPA: 300,000 - DEN: 60,000 - ARG: 120,000 - BEL: 100,000 - SWI: 100,000 - AUT: 100,000 - POL: 50,000 - FIN: 45,034 - NZ: 15,000                                         | 26                          | [ 163 ]                 |
| Queen                     | Greatest Hits                                           | 1981     | rock                                   | Llista20.6 * US: 9 milions - JPN: 100,000 - UK: 6.9 milions - GER: 1.750 milions - FRA: 200,000 - CAN: 300,000 - AUS: 1.05 milions - BRA: 250,000 - NLD: 100,000 - ITA: 50,000 - SWE: 50,000 - SPA: 50,000 - ARG: 180,000 - SWI: 250,000 - AUT: 200,000 - POL: 50,000 - FIN: 55,058 - NZ: 150,000                                                                   | 25                          | [ 164 ]                 |
| Britney Spears            | ...Baby One More Time                                   | 1999     | Pop                                    | Llista20.1 * US: 14 milions - JPN: 200,000 - UK: 1.2 milions - GER: 750,000 - FRA: 600,000 - CAN: 1 milions - AUS: 280,000 - BRA: 100,000 - NLD: 300,000 - SWE: 80,000 - SPA: 300,000 - DEN: 60,000 - MEX: 375,000 - ARG: 240,000 - BEL: 150,000 - NOR: 50,000 - SWI: 100,000 - AUT: 50,000 - POL: 100,000 - NZ: 45,000                                             | 25                          | [ 166 ]                 |
| Journey                   | Greatest Hits                                           | 1988     | rock, Rock dur, pop rock               | Llista18.3 * US: 18 milions - UK: 300,000 - CAN: 50,000 - IRE: 15,000 | 25                          | [ 168 ]                 |
| Phil Collins              | No Jacket Required                                      | 1985     | Pop rock                               | Llista17.7 * US: 12 milions - UK: 1.8 milions - GER: 1.5 milions - FRA: 600,000 - CAN: 1 milions - AUS: 70,000 - NLD: 100,000 - ITA: 250,000 - SPA: 100,000 - ARG: 180,000 - SWI: 100,000 - AUT: 50,000 - FIN: 34,203 - NZ: 15,000 | 25                          | [ 169 ]                 |
| Whitney Houston           | Whitney Houston                                         | 1985     | Pop, R&B                               | Llista17.6 * US: 14 milions - UK: 1.2 milions - GER: 500,000 - FRA: 100,000 - CAN: 1 milions - AUS: 280,000 - NLD: 100,000 - SWE: 200,000 - NOR: 100,000 - BEL: 25,000 - SWI: 50,000 - AUT: 50,000 - FIN: 29,109 - HKG: 15,000 - NZ: 15,000 | 25                          | [ 172 ] [ 173 ]         |
| Eminem                    | The Marshall Mathers LP                                 | 2000     | Hip hop                                | Llista17.5 * US: 11 milions - JPN: 200,000 - UK: 2.4 milions - GER: 900,000 - FRA: 600,000 - CAN: 800,000 - AUS: 280,000 - BRA: 100,000 - NLD: 80,000 - ITA: 25,000 - SWE: 160,000 - SPA: 100,000 - DEN: 100,000 - MEX: 150,000 - ARG: 30,000 - BEL: 100,000 - NOR: 100,000 - SWI: 200,000 - AUT: 50,000 - POL: 100,000 - FIN: 40,055 - NZ: 75,000                  | 25                          | [ 175 ]                 |
| Linkin Park               | Hybrid Theory                                           | 2000     | Nu metal, rap metal, alternative metal | Llista17.2 * US: 12 milions - JPN: 200,000 - UK: 1.8 milions - GER: 900,000 - FRA: 200,000 - CAN: 500,000 - AUS: 350,000 - BRA: 250,000 - NLD: 80,000 - ITA: 100,000 - SWE: 80,000 - SPA: 100,000 - DEN: 80,000 - MEX: 150,000 - ARG: 60,000 - BEL: 100,000 - SWI: 50,000 - AUT: 50,000 - POL: 100,000 - FIN: 62,629 - NZ: 75,000                                   | 25                          | [ 177 ]                 |
| U2                        | The Joshua Tree                                         | 1987     | rock                                   | Llista16.7 * US: 10 milions - UK: 2.7 milions - GER: 1 milions - FRA: 600,000 - CAN: 1 milions - AUS: 350,000 - NLD: 100,000 - ITA: 25,000 - SPA: 400,000 - MEX: 100,000 - ARG: 60,000 - SWI: 50,000 - AUT: 150,000 - FIN: 27,965 - NZ: 210,000 | 25                          | [ 178 ]                 |
| Prince and The Revolution | Purple Rain                                             | 1984     | Pop rock, new wave, R&B                | Llista15.7 * US: 13 milions - UK: 600,000 - GER: 750,000 - FRA: 300,000 - CAN: 600,000 - AUS: 210,000 - NLD: 100,000 - ITA: 25,000 - SPA: 50,000 - DEN: 10,000 - SWI: 50,000 - AUT: 25,000 - NZ: 75,000 | 25                          | [ 180 ]                 |
| Bon Jovi                  | Slippery When Wet                                       | 1986     | Rock dur, glam metal                   | Llista15.3 * US: 12 milions - UK: 900,000 - GER: 500,000 - CAN: 1 milions - AUS: 420,000 - SPA: 100,000 - NOR: 50,000 - DEN: 10,000 - SWI: 250,000 - FIN: 73,564 - NZ: 15,000 | 25                          | [ 182 ]                 |
| Carole King               | Tapestry                                                | 1971     | Pop                                    | Llista15.1 * US: 14 milions - UK: 600,000 - AUS: 560,000 - NZ: 15,000 | 25                          | [ 183 ]                 |
| Madonna                   | True Blue                                               | 1986     | Pop, dance                             | Llista14.5 * US: 7 milions - JPN: 100,000 - UK: 2.1 milions - GER: 1 milions - FRA: 1 milions - CAN: 1 milions - AUS: 280,000 - BRA: 100,000 - NLD: 100,000 - ITA: 800,000 - SPA: 300,000 - ARG: 240,000 - BEL: 75,000 - NOR: 100,000 - SWI: 150,000 - AUT: 50,000 - FIN: 53,912 - NZ: 75,000 - POR: 20,000                                                         | 25                          | [ 184 ]                 |
| Simon & Garfunkel         | Bridge over Troubled Water                              | 1970     | Folk-rock                              | Llista12.5 * US: 8 milions - UK: 3.3 milions - GER: 500,000 - FRA: 300,000 - CAN: 400,000 - SWI: 25,000 - FIN: 25,000 | 25                          | [ 185 ]                 |
| George Michael            | Faith                                                   | 1987     | Pop, R&B, funk, soul                   | Llista13.9 * US: 10 milions - UK: 1.2 milions - GER: 250,000 - FRA: 600,000 - CAN: 1 milions - AUS: 350,000 - NLD: 100,000 - SWE: 50,000 - SPA: 200,000 - DEN: 20,000 - ARG: 60,000 - NOR: 50,000 - SWI: 100,000 - NZ: 15,000 | 25                          | [ 187 ]                 |
| Elton John                | Greatest Hits                                           | 1974     | Pop                                    | Llista19.1 * US: 17 milions - JPN: 200,000 - UK: 800,000 - FRA: 100,000 - CAN: 1 milions | 24                          | [ 188 ]                 |
| Backstreet Boys           | Millennium                                              | 1999     | Pop                                    | Llista18.4 * US: 13 milions - JPN: 800,000 - UK: 300,000 - GER: 750,000 - CAN: 1 milions - AUS: 210,000 - BRA: 500,000 - NLD: 200,000 - SWE: 80,000 - SPA: 400,000 - MEX: 675,000 - ARG: 180,000 - BEL: 100,000 - NOR: 50,000 - SWI: 50,000 - AUT: 25,000 - POL: 50,000 - FIN: 42,525 - NZ: 30,000                                                                  | 24                          | [ 189 ]                 |
| Adele                     | 25                                                      | 2015     | Soul, Pop, R&B                         | Llista19 * US: 11 milions - UK: 3.6 milions - GER: 1.2 milions - CAN: 800,000 - AUS: 700,000 - BRA: 160,000 - ITA: 250,000 - SWE: 80,000 - SPA: 120,000 - DEN: 100,000 - BEL: 240,000 - MEX: 210,000 - NOR: 80,000 - SWI: 120,000 - AUT: 60,000 - POL: 100,000 - FIN: 47,482 - NZ: 180,000 - POR: 15,000                                                            | 23                          | [ 191 ]                 |
| Spice Girls               | Spice                                                   | 1996     | Pop                                    | Llista16.4 * US: 7 milions - JPN: 400,000 - UK: 3 milions - GER: 750,000 - FRA: 1 milions - CAN: 1 milions - AUS: 420,000 - BRA: 500,000 - NLD: 300,000 - SWE: 160,000 - SPA: 1 milions - DEN: 120,000 - MEX: 100,000 - BEL: 150,000 - NOR: 100,000 - SWI: 100,000 - AUT: 50,000 - POL: 200,000 - FIN: 76,375 - NZ: 15,000                                          | 23                          | [ 193 ] [ 194 ]         |
| Ace of Base               | Happy Nation/The Sign                                   | 1993     | Pop                                    | Llista14.4 * US: 9 milions - JPN: 600,000 - UK: 600,000 - GER: 1.5 milions - FRA: 1 milions - CAN: 1 milions - AUS: 70,000 - BRA: 100,000 - NLD: 200,000 - SPA: 100,000 - SWI: 100,000 - AUT: 75,000 - FIN: 82,715 - NZ: 15,000 | 23                          | [ 195 ]                 |
| Michael Jackson           | HIStory: Past, Present and Future, Book I               | 1995     | R&B, Pop, hip hop                      | Llista15.2 * US: 8 milions - JPN: 400,000 - UK: 1.2 milions - GER: 1.5 milions - FRA: 1 milions - CAN: 500,000 - AUS: 560,000 - BRA: 100,000 - NLD: 300,000 - ITA: 35,000 - SWE: 100,000 - SPA: 300,000 - ARG: 60,000 - DEN: 250,000 - MEX: 100,000 - BEL: 250,000 - NOR: 50,000 - SWI: 150,000 - AUT: 100,000 - POL: 100,000 - FIN: 61,352 - NZ: 135,000           | 22                          | [ 197 ]                 |
| Celine Dion               | All the Way... A Decade of Song                         | 1999     | Pop                                    | Llista14.4 * US: 7 milions - JPN: 2 milions - UK: 1.2 milions - GER: 1.050 milions - FRA: 600,000 - CAN: 1 milions - AUS: 350,000 - BRA: 250,000 - SWE: 160,000 - SPA: 200,000 - ARG: 60,000 - BEL: 150,000 - NOR: 100,000 - SWI: 150,000 - AUT: 50,000 - POL: 100,000 - FIN: 55,713 - NZ: 60,000                                                                   | 22                          | [ 198 ]                 |
| Madonna                   | Like a Virgin                                           | 1984     | Pop, dance                             | Llista16.2 * US: 10 milions - JPN: 100,000 - UK: 900,000 - GER: 750,000 - FRA: 600,000 - CAN: 1 milions - AUS: 490,000 - ITA: 1 milions - SPA: 100,000 - BEL: 75,000 - SWI: 100,000 - FIN: 35,398 - NZ: 75,000 | 21                          | [ 199 ]                 |
| Bon Jovi                  | Cross Road                                              | 1994     | Rock dur, glam metal                   | Llista11.6 * US: 4 milions - JPN: 1 milions - UK: 1.8 milions - GER: 1 milions - FRA: 300,000 - CAN: 1 milions - AUS: 910,000 - NLD: 200,000 - SWE: 100,000 - SPA: 400,000 - ARG: 240,000 - BEL: 100,000 - SWI: 150,000 - AUT: 150,000 - POL: 50,000 - FIN: 123,354 - NZ: 105,000                                                                                   | 21                          | [ 200 ]                 |
| Hootie & the Blowfish     | Cracked Rear View                                       | 1994     | Roots rock, heartland rock             | Llista22.2 * US: 21 milions - UK: 100,000 - CAN: 1 milions - AUS: 140,000 | 20                          | [ 201 ]                 |
| Elvis Presley             | Elvis' Christmas Album                                  | 1957     | Christmas, Pop, gospel, rock and roll  | Llista20.8 * US: 20 milions - UK: 440,000 - CAN: 400,000 - AUS: 35,000 | 20                          | [ 203 ] [ 204 ] [ 205 ] |
| Boston                    | Boston                                                  | 1976     | Arena rock, Rock dur                   | Llista18.1 * US: 17 milions - UK: 100,000 - CAN: 1 milions | 20                          | [ 206 ]                 |
| Mariah Carey              | Daydream                                                | 1995     | Pop, R&B                               | Llista15.2 * US: 11 milions - JPN: 1 milions - UK: 600,000 - GER: 500,000 - FRA: 600,000 - CAN: 700,000 - AUS: 350,000 - NLD: 100,000 - SPA: 200,000 - BEL: 50,000 - NOR: 50,000 - SWI: 25,000 - AUT: 25,000 - POL: 50,000 - NZ: 15,000 | 20                          | [ 207 ]                 |
| Green Day                 | Dookie                                                  | 1994     | Pop punk, punk rock, alternative rock  | Llista14.6 * US: 10 milions - JPN: 200,000 - UK: 900,000 - GER: 750,000 - FRA: 100,000 - CAN: 1 milions - AUS: 350,000 - BRA: 100,000 - ITA: 50,000 - SWE: 50,000 - SPA: 100,000 - ARG: 60,000 - BEL: 25,000 - DEN: 80,000 - SWI: 25,000 - AUT: 50,000 - POL: 50,000 - FIN: 35,205 - NZ: 15,000 - IRE: 60,000                                                       | 20                          | [ 209 ]                 |
| Whitney Houston           | Whitney                                                 | 1987     | Pop, R&B                               | Llista14.5 * US: 10 milions - UK: 2.1 milions - GER: 500,000 - FRA: 300,000 - CAN: 700,000 - NLD: 100,000 - SWE: 200,000 - SPA: 200,000 - NOR: 100,000 - DEN: 20,000 - SWI: 100,000 - AUT: 100,000 - FIN: 59,053 - HKG: 15,000 - NZ: 15,000 | 20                          | [ 211 ]                 |
| Shania Twain              | The Woman in Me                                         | 1995     | Country, Pop                           | Llista14.5 * US: 12 milions - UK: 300,000 - CAN: 2 milions - AUS: 210,000 | 20                          | [ 212 ]                 |
| Britney Spears            | Oops!... I Did It Again                                 | 2000     | Pop                                    | Llista14.4 * US: 10 milions - JPN: 200,000 - UK: 900,000 - GER: 900,000 - FRA: 300,000 - CAN: 500,000 - AUS: 210,000 - BRA: 100,000 - NLD: 160,000 - SWE: 80,000 - SPA: 200,000 - MEX: 300,000 - ARG: 60,000 - BEL: 150,000 - NOR: 50,000 - SWI: 100,000 - AUT: 100,000 - POL: 100,000 - FIN: 54,274 - NZ: 30,000                                                   | 20                          | [ 213 ]                 |
| Def Leppard               | Hysteria                                                | 1987     | Rock dur, glam metal                   | Llista13.9 * US: 12 milions - UK: 600,000 - CAN: 1 milions - AUS: 280,000 - SWE: 50,000 - NOR: 50,000 - SWI: 50,000 - NZ: 15,000 | 20                          | [ 215 ]                 |
| Lauryn Hill               | The Miseducation of Lauryn Hill                         | 1998     | Neo Soul, R&B, Hip Hop                 | Llista13.7 * US: 10 milions - JPN: 1 milions - UK: 1.2 milions - FRA: 300,000 - CAN: 700,000 - AUS: 140,000 - NLD: 100,000 - SWE: 80,000 - SPA: 50,000 - BEL: 50,000 - NOR: 50,000 - SWI: 50,000 - AUT: 25,000 - NZ: 45,000 | 20                          | [ 216 ] [ 217 ] [ 218 ] |
| Tracy Chapman             | Tracy Chapman                                           | 1988     | Folk-rock                              | Llista13.3 * US: 6 milions - UK: 2.1 milions - GER: 2.250 milions - FRA: 1 milions - CAN: 300,000 - AUS: 490,000 - BRA: 100,000 - NLD: 100,000 - ITA: 25,000 - SWE: 50,000 - SPA: 300,000 - ARG: 120,000 - DEN: 120,000 - SWI: 200,000 - AUT: 100,000 - NZ: 15,000 - POR: 40,000                                                                                    | 20                          | [ 221 ]                 |
| Lionel Richie             | Can't Slow Down                                         | 1983     | Pop, R&B, soul                         | Llista12.3 * US: 10 milions - UK: 900,000 - GER: 250,000 - FRA: 100,000 - CAN: 1 milions - NLD: 100,000 - SPA: 50,000 - FIN: 50,608 - NZ: 15,000 | 20                          | [ 222 ]                 |
| Michael Jackson           | Off the Wall                                            | 1979     | Disco, Pop, funk, R&B                  | Llista11.7 * US: 9 milions - UK: 1.8 milions - FRA: 300,000 - CAN: 100,000 - AUS: 350,000 - NLD: 100,000 - ITA: 30,000 - DEN: 10,000 - NZ: 90,000 | 20                          | [ 224 ]                 |
| Fugees                    | The Score                                               | 1996     | Alternative hip hop                    | Llista11.6 * US: 7 milions - JPN: 100,000 - UK: 1.5 milions - GER: 750,000 - FRA: 1 milions - CAN: 500,000 - AUS: 70,000 - NLD: 100,000 - SWE: 100,000 - SPA: 100,000 - DEN: 80,000 - BEL: 50,000 - NOR: 25,000 - SWI: 100,000 - AUT: 50,000 - POL: 100,000 - FIN: 26,267 - NZ: 15,000                                                                              | 20Plantilla:Disputed inline | [ 226 ]                 |
| Oasis                     | (What's the Story) Morning Glory?                       | 1995     | Britpop, rock                          | Llista11.6 * US: 4 milions - JPN: 200,000 - UK: 4.8 milions - GER: 250,000 - FRA: 300,000 - CAN: 800,000 - AUS: 560,000 - NLD: 50,000 - ITA: 100,000 - SWE: 100,000 - SPA: 200,000 - ARG: 30,000 - DEN: 120,000 - BEL: 25,000 - NOR: 50,000 - SWI: 25,000 - AUT: 25,000 - FIN: 27,540 - NZ: 15,000                                                                  | 22                          | [ 228 ] [ 229 ]         |
| Celine Dion               | The Colour of My Love                                   | 1993     | Pop                                    | Llista11.1 * US: 6 milions - JPN: 600,000 - UK: 1.5 milions - GER: 250,000 - FRA: 300,000 - CAN: 1 milions - AUS: 630,000 - NLD: 300,000 - SWE: 100,000 - SPA: 100,000 - BEL: 100,000 - NOR: 150,000 - SWI: 50,000 - AUT: 25,000 - FIN: 40,289 - NZ: 15,000 | 20                          | [ 230 ]                 |

## Cronologia dels àlbums més venuts
| Rècord de l'any establert | Artista                    | Àlbum                    | Vendes rècords (milions) | Total de vendes (milions) | Ref(s)          |
| ------------------------- | -------------------------- | ------------------------ | ------------------------ | ------------------------- | --------------- |
| 1945                      | Diversos artistes          | Oklahoma! (78 rpm album) | 0.5                      | 1.0                       | [ 231 ] [ 232 ] |
| After 1946                | Al Jolson                  | The Jolson Story         | 1                        |                           | [ 233 ]         |
| 1956                      | Diversos artistes          | Oklahoma! (LP album)     | 1.75                     | 2.5                       | [ 234 ]         |
| 1956/1957                 | Diversos artistes          | My Fair Lady             | 2                        | 5                         | [ 235 ] [ 236 ] |
| 1960                      | Diversos artistes          | South Pacific            | 2.25                     | 3                         | [ 237 ]         |
| 1963                      | Vaughn Meader              | The First Family         | 4                        | 7.5                       | [ 238 ]         |
| 1968                      | Diversos artistes          | The Sound of Music       | 8WW                      |                           |                 |
| 1973                      | Carole King                | Tapestry                 | 10+                      |                           | [ 239 ]         |
| 1975/1976                 | Diversos artistes          | The Sound of Music       | 10–15SM-T                |                           | [ 240 ] [ 241 ] |
| 1976                      | Carole King                | Tapestry                 | 13.5SM-T                 | 25                        | [ 242 ]         |
| 1979                      | Bee Gees/Diversos artistes | Saturday Night Fever     | 25–27                    | 40                        | [ 243 ]         |
| 1984                      | Michael Jackson            | Thriller                 | 35                       | 70                        | [ 34 ]          |

Notes
- WWNo és clar si aquesta xifra de vendes es refereix a vendes a tot el món o als EUA.
- SM-TL'any exacte en què Tapestry va recuperar el títol d'"àlbum més venut de tots els temps", si mai el va recuperar, no és clar. Per tant, la reclamació de vendes de l'àlbum de 1976 només s'inclou com a inclusiva, ja que és plausible que Tapestry hagi superat The Sound of Music en vendes durant aquest període.

## Àlbum més venut per any a tot el món
Les llistes dels àlbums més venuts per any al món són compilades per la Federació Internacional de la Indústria Fonogràfica anualment des de 2001. Aquestes llistes es publiquen en els seus dos informes anuals, Digital Music Report i Recording Industry in Numbers. Tant l'Informe de música digital com la indústria de la gravació en xifres van ser substituïts el 2016 pel Global Music Report.
El 2022, per a les vendes d'àlbums el 2021, IFPI va informar de tres formats de gràfics de vendes, el gràfic global de tots els formats que inclou totes les vendes físiques, les descàrregues digitals i els números de transmissió, el gràfic global d'àlbums de vinils de nova creació que comptava les vendes físiques de vinils, la combinació de les vendes físiques. vendes i descàrregues digitals com a gràfic global de vendes d'àlbums.
| Any  | Àlbum                                     | Artista                          | Vendes (milions) | Ref(s)          |
| ---- | ----------------------------------------- | -------------------------------- | ---------------- | --------------- |
| 2001 | Hybrid Theory                             | Linkin Park                      | 9.0              | [ 245 ]         |
| 2002 | The Eminem Show                           | Eminem                           | 13.9             | [ 246 ]         |
| 2003 | Come Away with Me                         | Norah Jones                      | 11.0             | [ 247 ]         |
| 2004 | Confessions                               | Usher                            | 12.0             | [ 248 ]         |
| 2005 | X&Y                                       | Coldplay                         | 8.3              | [ 249 ]         |
| 2006 | High School Musical                       | Diversos artistes                | 7.0              | [ 250 ]         |
| 2007 | High School Musical 2                     | Diversos artistes                | 6.0              | [ 251 ]         |
| 2008 | Viva la Vida or Death and All His Friends | Coldplay                         | 6.8              | [ 252 ]         |
| 2009 | I Dreamed a Dream                         | Susan Boyle                      | 8.3              | [ 253 ]         |
| 2010 | Recovery                                  | Eminem                           | 5.7              | [ 254 ]         |
| 2011 | 21                                        | Adele                            | 18.1             | [ 246 ]         |
| 2012 | 21                                        | Adele                            | 8.3              | [ 255 ]         |
| 2013 | Midnight Memories                         | One Direction                    | 4.0              | [ 256 ]         |
| 2014 | Frozen                                    | Diversos artistes                | 10.0             | [ 257 ]         |
| 2015 | 25                                        | Adele                            | 17.4             | [ 258 ]         |
| 2016 | Lemonade                                  | Beyoncé                          | 2.5              | [ 259 ]         |
| 2017 | ÷                                         | Ed Sheeran                       | 6.1              | [ 260 ]         |
| 2018 | The Greatest Showman                      | Hugh Jackman & Diversos artistes | 3.5              | [ 261 ]         |
| 2019 | 5x20 All the Best!! 1999–2019             | Arashi                           | 3.3              | [ 262 ]         |
| 2020 | Map of the Soul: 7                        | BTS                              | 4.8              |                 |
| 2021 | 30                                        | Adele                            | 4.68             | [ 263 ]         |
| 2022 | Greatest Works of Art                     | Jay Chou                         | 7.2              | [ 264 ]         |
| 2023 | FML                                       | Seventeen                        | 6.2              | [ 265 ] [ 266 ] |

- Era de l'àlbum
- Llista dels àlbums més venuts de dones
- Llista dels àlbums més venuts per país
- Llista dels àlbums llatins més venuts
- Llista dels artistes musicals més venuts
- Llista dels àlbums de remixes més venuts
- Llista de singles més venuts
- Llista de singles més venuts per país
- Llistes d'àlbums
- Llista dels àlbums més venuts del segle XXI